# Гвардія (Варшава)
«Гвардія Варша́ва» (пол. Gwardia Warszawa) — професіональний польський футбольний клуб з міста Варшава.

## Історія
Колишні назви:
- 1948: ВКС Гвардія Варшава (пол. WKS [Warszawski Klub Sportowy] Gwardia Warszawa)

У 1948 році був організований клуб, який отримав назву «„Гвардія“ Варшава». У 1951 році у результаті розширення ІІ ліги футбольна команда дебютувала у чемпіонаті Польщі, здобувши чемпіонство у групі Б, але потім у фінальному турнірі за право грати у І лізі зайняв 3 місце з 4. У наступному році клуб знову був першим у групі Б, але тим разом зумів здобути путівку до І ліги, перемігши ОВКС Бидгощ 1-1, 2-0.
Протягом 1953—1960 (8 сезонів), 1962—1966 (5 сезонів), 1967—1968, 1969—1975, 1978—1979 і 1981—1983 клуб виступав у найвищій лізі і боровся за чемпіонство Польщі. У 1954 клуб здобув Кубок Польщі. У 1955 році команда дебютувала в європейських турнірах. У сезоні 1993/1994 клуб останній раз грав у ІІ лізі, пізніше вибув у ІІІ лігу. З 2005 року клуб понижувався у класі (2005 — IV ліга, 2007 — V ліга, 2008 — VI ліга, 2010 — VII ліга).

## Титули та досягнення
- Чемпіонат Польщі:
  - срібний призер (1): 1957
  - бронзовий призер (2): 1959, 1972/1973
- Кубок Польщі:
  - володар (1): 1953/1954
  - фіналіст (1): 1973/1974

Участь у євротурнірах:
- Кубок чемпіонів:
  - 1/8 фіналу: 1955/1956
- Кубок володарів кубків УЄФА:
  - 1/8 фіналу: 1974/1975
- [[Файл:|16px]] Кубок УЄФА/Ліга УЄФА:
  - 1/16 фіналу: 1969/1970, 1973/1974

## Виступи в єврокубках
| Сезон   | Змагання                     | Раунд |                                                | Клуб               | Результат                                    |
| ------- | ---------------------------- | ----- | ---------------------------------------------- | ------------------ | -------------------------------------------- |
| 1955–56 | Кубок Європейських чемпіонів | 1Р    | Швеція                                         | Юргорден           | 0–0, 1–4                                     |
| 1957–58 | Кубок Європейських чемпіонів | КР    | НДР                                            | Ерцгебірге Ауе     | 3–1, 1–3, 1–1 *Ерцгебірге пройшов за жеребом |
| 1969–70 | Кубок ярмарків               | 1Р    | Соціалістична Федеративна Республіка Югославія | Воєводина          | 1–1, 1–0                                     |
|         |                              | 2Р    | Шотландія                                      | Данфермлін Атлетік | 1–2, 0–1                                     |
| 1973–74 | Кубок УЄФА                   | 1Р    | Угорщина                                       | Ференцварош        | 1–0, 2–1                                     |
|         |                              | 2Р    | Нідерланди                                     | Феєнорд            | 1–3, 1–0                                     |
| 1974–75 | Кубок володарів кубків УЄФА  | 1Р    | Італія                                         | Болонья            | 2–1, 1–2 (5–3 п.)                            |
|         |                              | 2Р    | Нідерланди                                     | ПСВ                | 1–5, 0–3                                     |